# Місце злочину (телесеріал)
Місце злочину (нім. Tatort) — німецькомовний детективний телевізійний серіал, прем'єра якого відбулася у 1970 році на каналі Das Erste. В Австрії телесеріал транслюється каналом ORF. Серіал здобув визнання глядачів та критиків.